# Palazzo dei Veliti
Il palazzo dei Vèliti è un edificio storico di Firenze, situato a ridosso degli Uffizi in via de' Castellani 1-3. Oggi è sede della Stazione dei Carabinieri "Firenze Uffizi".

## Storia e descrizione
"Questa caserma fu costruita di pianta per uso dei RR. Carabinieri nell'anno 1841-42 in un antico magazzino; e la porzione destinata per l'ufficialità fu edificata sul disegno di Francesco Leoni, nel sito ove esistevano antiche case, demolite espressamente; attualmente vi è accasermata una porzione dei Veliti" (Firenze 1850).
Negli anni di Firenze Capitale (1865-1871) l'edificio fu individuato come spazio da annettere alla vicina biblioteca Magliabechiana per ospitare la Biblioteca Nazionale, nata con la riunione dei fondi della stessa Magliabechiana con quelli della biblioteca Palatina di palazzo Pitti. I lavori di adattamento, diretti dall'ingegner Francesco Mazzei, terminarono nel 1866, seppure con aspri attriti con il bibliotecario della Nazionale che richiedeva un ingresso monumentale ai nuovi spazi direttamente dal loggiato degli Uffizi, in contrasto con il progetto che suggeriva l'ingresso principale all'istituzione da quello già esistente in via de' Castellani, in modo da evitare interventi che avrebbero portato "sconcezza e deturpamento in un luogo sì nobile".
Al numero 1 è l'accesso alla Stazione dei Carabinieri.